# Ricardo Roberts
Ricardo Roberts (ur. 24 lipca 1917 w La Paz) – boliwijski strzelec, olimpijczyk. 
Startował na igrzyskach w 1968 roku (Meksyk) i 1972 roku (Monachium). W Meksyku, zajął 52. miejsce w trapie, a w tej samej konkurencji w Monachium, zajął 54. pozycję.

## Wyniki olimpijskie
| Igrzyska | Konkurencja | Wynik       | Miejsce | Źródło |
| -------- | ----------- | ----------- | ------- | ------ |
| IO 1968  | Trap        | 161 punktów | 52.     | [ 1 ]  |
| IO 1972  | Trap        | 156 punktów | 54.     | [ 2 ]  |